# Orlando Jones
Orlando Jones (Toulminville, 1968. április 10. –) amerikai színész és stand-up komikus. A MADtv című vígjátéksorozat egyik eredeti szereplőjeként, 1999 és 2002 között a 7 Up szóvivőjeként, valamint a Starz-os Amerikai istenek című sorozatában az afrikai isten, Anansi szerepében vált ismertté.

## Élete
Az alabamai Mobile város Toulminville negyedében született 1968. április 10-én. Édesapja profi baseballjátékos volt a Philadelphia Phillies csapatában. Tizenéves korában a dél-karolinai Mauldinba költözött, és 1985-ben végzett a Mauldin High Schoolban. Egyik korai színészi élménye az volt, hogy vérfarkast játszhatott el egy kísértetházban, hogy segítsen pénzt gyűjteni a végzősök báljára. Jones beiratkozott a dél-karolinai Charleston College of Charlestonba. A diplomájának megszerzése előtt, 1990-ben hagyta ott a főiskolát.
A szórakoztatóipar iránti érdeklődését folytatva Jones Michael Fechter komikussal együtt megalapította a Homeboy's Productions and Advertising nevű produkciós céget. Jones és Fechter együtt számos projekten dolgoztak, többek között a McDonald’s reklámfilmjén, amelyben a kosárlabda szupersztár, Michael Jordan szerepelt a McDonald’s „McJordan” nevű szendvicskülönlegességgel.
Első hollywoodi munkáját 1987-ben kapta, az NBC-s A Different World című komédiájának írójaként, amelyben az ötödik évad fináléjában egy kisebb vendégszerepet kapott. 1991-92-ben Jones volt a Fox Roc című sorozatának írója, 1993-ban pedig a The Sinbad Show társproducere lett. 1992-ben rövid ideig szerepelt a Fox-os Herman's Head című sitcomjában is.

## Magánélete
2009-ben vette feleségül Jacqueline Staph egykori modellt. Van egy lányuk. 2011 októberében Jones vitát váltott ki, amikor a Twitteren azzal viccelődött, hogy valakinek meg kellene ölnie Sarah Palin volt alaszkai kormányzót és alelnökjelöltet. Néhány nappal később bocsánatot kért a megjegyzésért. 2021 márciusában kibékíthetetlen ellentétekre hivatkozva elvált Jacqueline Staph-tól.

## Filmográfia
- MADtv (1995-1998)
- Texas királyai (1998)
- Félpénz beszél (1998)
- Hivatali patkányok (1999)
- Alkonyattól pirkadatig 3. - A hóhér lánya (1999)
- Szabad a szerelem (1999)
- Magnólia (1999)
- A cserecsapat (2000)
- Kötöznivaló bolondok (2000)
- A bájkeverő (2000)
- Fejcserés támadás (2001)
- Húgom, nem húgom (2001)
- Evolúció (2001)
- Az időgép (2002)
- Dobszóló (2002)
- Vad motorosok (2003)
- Csajok (2003)
- Az ítélet eladó (2003)
- Így nőttem fel (2004)
- Father of the Pride (2004-2005)
- Húsevő (2007)
- A nőmre hajtok (2007)
- A férfi fán terem (2007)
- Szellemekkel suttogó (2007)
- Mindenki utálja Christ (2007-2008)
- Halottnak a csók (2008)
- Egy kapcsolat szabályai (2009)
- Rémségek cirkusza (2009)
- Doktor House (2010)
- Miami helyszínelők (2011)
- Black Dynamite (2012-2015)
- Mennyei tippek (2013)
- Közeli ellenség (2013)
- Az Álmosvölgy legendája (2013-2015)
- A szeretet könyve (2016)
- 104-es szoba (2017)
- Amerikai istenek (2017-2019)
- Különleges ügyosztály (2019)
- Los Angeles legjobbjai (2020)

## Fordítás
- Ez a szócikk részben vagy egészben  az   Orlando Jones című angol Wikipédia-szócikk fordításán alapul.  Az eredeti cikk szerkesztőit annak laptörténete sorolja fel. Ez a jelzés csupán a megfogalmazás eredetét és a szerzői jogokat jelzi, nem szolgál a cikkben szereplő információk forrásmegjelöléseként.